# Takumu Kawamura
Takumu Kawamura (川村 拓夢 Kawamura Takumu?, Hiroshima, 28 de agosto de 1999) es un futbolista japonés que juega como centrocampista en el Red Bull Salzburgo de la Bundesliga de Austria.

## Selección nacional
El 1 de enero de 2024 hizo su debut con la selección de Japón en un amistoso ante Tailandia que ganaron por cinco a cero y en el que marcó uno de los goles.

## Estadísticas

### Clubes
Actualizado al último partido jugado el 5 de noviembre de 2022.
| Club                      | Div.          | Temporada     | Liga  | Liga  | Copas nacionales | Copas nacionales | Copas internacionales | Copas internacionales | Total | Total |
| Club                      | Div.          | Temporada     | Part. | Goles | Part.            | Goles            | Part.                 | Goles                 | Part. | Goles |
| ------------------------- | ------------- | ------------- | ----- | ----- | ---------------- | ---------------- | --------------------- | --------------------- | ----- | ----- |
| Sanfrecce Hiroshima Japón | 1.ª           | 2018          | —     | —     | 3                | 0                | ―                     | ―                     | 3     | 0     |
| Ehime FC Japón            | 2.ª           | 2019          | 4     | 1     | —                | —                | ―                     | ―                     | 4     | 1     |
| Ehime FC Japón            | 2.ª           | 2020          | 39    | 6     | —                | —                | ―                     | ―                     | 34    | 6     |
| Ehime FC Japón            | 2.ª           | 2021          | 34    | 8     | —                | —                | —                     | —                     | 34    | 8     |
| Ehime FC Japón            | Total club    | Total club    | 77    | 15    | 0                | 0                | 0                     | 0                     | 77    | 15    |
| Sanfrecce Hiroshima Japón | 1.ª           | 2022          | 16    | 3     | 11               | 4                | —                     | —                     | 27    | 7     |
| Sanfrecce Hiroshima Japón | Total club    | Total club    | 16    | 3     | 14               | 4                | 0                     | 0                     | 30    | 7     |
| Total carrera             | Total carrera | Total carrera | 93    | 18    | 14               | 4                | 0                     | 0                     | 107   | 22    |

## Palmarés

### Títulos nacionales
| Título         | Club                | País  | Año  |
| -------------- | ------------------- | ----- | ---- |
| Copa J. League | Sanfrecce Hiroshima | Japón | 2022 |